# بلدرچین جنگلی پشت‌سیاه
بلدرچین جنگلی پشت‌سیاه (نام علمی: Odontophorus melanonotus) نام یک گونه از سرده بلدرچین جنگلی است.